# Tour der British Lions nach Südafrika 1997
| Tour der British Lions nach Südafrika 1997 | Tour der British Lions nach Südafrika 1997 | Tour der British Lions nach Südafrika 1997 | Tour der British Lions nach Südafrika 1997 | Tour der British Lions nach Südafrika 1997 |
| Übersicht                                  | S                                          | G                                          | U                                          | N                                          |
| ------------------------------------------ | ------------------------------------------ | ------------------------------------------ | ------------------------------------------ | ------------------------------------------ |
| Test Matches                               | 03                                         | 02                                         | 0                                          | 1                                          |
| Sonstige Spiele                            | 10                                         | 09                                         | 0                                          | 1                                          |
| Gesamt                                     | 13                                         | 11                                         | 0                                          | 2                                          |
|                                            |                                            |                                            |                                            |                                            |
| Südafrika                                  | 03                                         | 02                                         | 0                                          | 1                                          |

Die Tour der British Lions nach Südafrika 1997 war eine Rugby-Union-Tour der als British Lions bezeichneten Auswahlmannschaft (heute British and Irish Lions). Sie reiste von Ende Mai bis Anfang Juli 1997 durch Südafrika und bestritt während dieser Zeit 13 Spiele, darunter drei Test Matches gegen die südafrikanische Nationalmannschaft. Es handelte sich um die erste Lions-Tour in der professionellen Ära und um ihre erste Tour nach Südafrika seit 1980, was insbesondere auf das Ende der Apartheid zurückzuführen war. Sie verlief für die Lions äußerst erfolgreich: In den Begegnungen mit regionalen Auswahlteams resultierten neun Siege bei nur einer Niederlage, während sie die Test-Match-Serie gegen die Springboks mit 2:1 Siegen für sich entschieden.

## Ereignisse
Die Springboks hatten die Weltmeisterschaft 1995 vor heimischem Publikum für sich entschieden, schwächelten aber seither. Das Komitee der Verbände der vier Home Nations bestimmte zum dritten Mal in Folge den Schotten Ian McGeechan als Trainer, eine Ehre, die vorher noch niemandem zuteilgeworden war. Zudem hatte McGeechan bereits 1974 und 1977 als Spieler an Lions-Touren teilgenommen. Ihm zur Seite als Assistent stand mit Jim Telfer ein weiterer Schotte, während der frühere englische Nationalspieler Fran Cotton als Tourmanager amtierte. Die ursprüngliche Liste von 35 Spielern war die größte, die jemals für eine britisch-irische Auswahl ausgewählt wurde; im Laufe der Tour verlängerte sich die Liste durch verletzungsbedingte Auswechslungen auf 40 Namen.
Am 21. Juni gewannen die Lions das erste Test Match in Kapstadt mit 25:16, wobei Neil Jenkins fünf Straftritte verwertete und Matt Dawson sowie Alan Tait je einen Versuch erzielten. Trotz dreier erzielter Versuch im zweiten Test Match eine Woche später in Durban blieben die Springboks bei Standardsituationen weit unter ihren Möglichkeiten und konnten weder Straftritte verwerten noch Erhöhungen erzielen. Auf Seiten der Lions war Neil Jenkins mit fünf verwerteten Stratritten erneut überragend. Nach einem 15:15-Gleichstand besiegelte ein Dropgoal von Jeremy Guscott den 18:15-Sieg der Lions. Dieser Sieg bedeutete auch, dass die Lions die Serie vorzeitig für sich entscheiden konnten. Nach diesem Erfolg konnten die Lions am 5. Juli in Johannesburg im dritten Test Match den Gastgebern nichts mehr entgegensetzen und verloren die Revanche deutlich mit 16:35.
Während der Tour drehten die Regisseure Duncan Humphreys und Fred Rees den Dokumentarfilm Living with Lions. Er konzentriert sich auf die Arbeit des Teams hinter den Kulissen, während den eigentlichen Spielen weniger Aufmerksamkeit zuteilwird. Selbst wenn Spielszenen gezeigt werden, sind oft die Reaktionen der Trainer auf der Bank und anderer Mitarbeiter im Hintergrund zu sehen.

## Spielplan
- Hintergrundfarbe grün = Sieg
- Hintergrundfarbe rot = Unentschieden

(Test Matches sind grau unterlegt; Ergebnisse aus der Sicht der Lions)
| #  | Datum         | Gegner              | Ort            | Stadion                     | Ergebnis |
| -- | ------------- | ------------------- | -------------- | --------------------------- | -------- |
| 01 | 24. Mai 1997  | Eastern Province    | Port Elizabeth | Boet Erasmus Stadium        | 39:11    |
| 02 | 28. Mai 1997  | Border              | East London    | Basil Kenyon Stadium        | 18:14    |
| 03 | 31. Mai 1997  | Western Province    | Kapstadt       | Newlands Stadium            | 38:21    |
| 04 | 04. Juni 1997 | Pumas               | Witbank        | Johann van Riebeeck Stadium | 64:14    |
| 05 | 07. Juni 1997 | Blue Bulls          | Pretoria       | Loftus Versfeld Stadium     | 30:35    |
| 06 | 11. Juni 1997 | Gauteng Lions       | Johannesburg   | Ellis Park Stadium          | 20:14    |
| 07 | 14. Juni 1997 | Sharks              | Durban         | Kings Park Stadium          | 42:12    |
| 08 | 17. Juni 1997 | Emerging Springboks | Wellington     | Boland Stadium              | 51:22    |
| 09 | 21. Juni 1997 | Südafrika           | Kapstadt       | Newlands Stadium            | 25:16    |
| 10 | 24. Juni 1997 | Free State Cheetahs | Bloemfontein   | Free State Stadium          | 52:30    |
| 11 | 28. Juni 1997 | Südafrika           | Durban         | Kings Park Stadium          | 18:15    |
| 12 | 01. Juli 1997 | Griffons            | Welkom         | North West Stadium          | 67:39    |
| 13 | 05. Juli 1997 | Südafrika           | Johannesburg   | Ellis Park Stadium          | 16:35    |

## Test Matches
| 21. Juni 1997 18:15 SAST | Südafrika                                              | 16 : 25       | British Lions                                  | Newlands Stadium, Kapstadt Zuschauer: 50.099 Schiedsrichter: Colin Hawke (Neuseeland) |
| 21. Juni 1997 18:15 SAST | Versuche: Bennett du Randt Straftritte: Honiball Lubbe | (8:9) Bericht | Versuche: Dawson Tait Straftritte: Jenkins (5) | Newlands Stadium, Kapstadt Zuschauer: 50.099 Schiedsrichter: Colin Hawke (Neuseeland) |

Aufstellungen:
- Südafrika: Mark Andrews, Naka Drotské, Os du Randt, Adrian Garvey, Henry Honiball, André Joubert, Ruben Kruger, Edrich Lubbe, Japie Mulder, James Small, André Snyman, Hannes Strydom, Gary Teichmann , Joost van der Westhuizen, André Venter 
 Auswechselspieler: Russell Bennett
- Lions: Lawrence Dallaglio, Jeremy Davidson, Matt Dawson, Ieuan Evans, Scott Gibbs, Jeremy Guscott, Richard Hill, Neil Jenkins, Martin Johnson , Tim Rodber, Tom Smith, Alan Tait, Gregor Townsend, Paul Wallace, Keith Wood 
 Auswechselspieler: Jason Leonard

| 28. Juni 1997 18:15 SAST | Südafrika                                       | 15 : 18       | British Lions                               | Kings Park Stadium, Durban Zuschauer: 50.000 Schiedsrichter: Didier Mené (Frankreich) |
| 28. Juni 1997 18:15 SAST | Versuche: Joubert Montgomery van der Westhuizen | (5:6) Bericht | Straftritte: Jenkins (5) Dropgoals: Guscott | Kings Park Stadium, Durban Zuschauer: 50.000 Schiedsrichter: Didier Mené (Frankreich) |

Aufstellungen:
- Südafrika: Mark Andrews, Naka Drotské, Os du Randt, Adrian Garvey, Henry Honiball, André Joubert, Ruben Kruger, Percy Montgomery, Pieter Rossouw, André Snyman, Hannes Strydom, Gary Teichmann , Joost van der Westhuizen, Danie van Schalkwyk, André Venter 
 Auswechselspieler: Dawie Theron, Fritz van Heerden
- Lions: John Bentley, Lawrence Dallaglio, Jeremy Davidson, Matt Dawson, Scott Gibbs, Jeremy Guscott, Richard Hill, Neil Jenkins, Martin Johnson , Tim Rodber, Tom Smith, Alan Tait, Gregor Townsend, Paul Wallace, Keith Wood 
 Auswechselspieler: Neil Back, Austin Healey, Eric Miller

| 5. Juli 1997 18:15 SAST | Südafrika | 35 : 16        | British Lions                                                 | Ellis Park Stadium, Johannesburg Zuschauer: 62.000 Schiedsrichter: Wayne Erickson (Australien) |
| 5. Juli 1997 18:15 SAST | Versuche: Montgomery Rossouw Snyman van der Westhuizen Erhöhungen: de Beer (2) Honiball Straftritte: de Beer (3) | (13:9) Bericht | Versuche: Dawson Erhöhungen: Jenkins Straftritte: Jenkins (3) | Ellis Park Stadium, Johannesburg Zuschauer: 62.000 Schiedsrichter: Wayne Erickson (Australien) |

Aufstellungen:
- Südafrika: Bennett, James Dalton, Jannie de Beer, Os du Randt, Rassie Erasmus, Percy Montgomery, Krynauw Otto, Pieter Rossouw, André Snyman, Hannes Strydom, Gary Teichmann , Dawie Theron, Joost van der Westhuizen, Danie van Schalkwyk, André Venter 
 Auswechselspieler: Naka Drotské, Adrian Garvey, Henry Honiball, Werner Swanepoel, Justin Swart, Fritz van Heerden
- Lions: Neil Back, John Bentley, Mike Catt, Lawrence Dallaglio, Jeremy Davidson, Matt Dawson, Scott Gibbs, Jeremy Guscott, Neil Jenkins, Martin Johnson , Mark Regan, Tom Smith, Tony Underwood, Paul Wallace, Rob Wainwright 
 Auswechselspieler: Allan Bateman, Austin Healey, Tim Stimpson

## Kader

### Management
- Tourmanager: Fran Cotton
- Trainer: Ian McGeechan und Jim Telfer
- Kapitän: Martin Johnson

### Spieler
| Spieler         | Position         | Mannschaft         |
| --------------- | ---------------- | ------------------ |
| Kyran Bracken   | Gedrängehalb     | Saracens           |
| Matt Dawson     | Gedrängehalb     | Northampton Saints |
| Austin Healey   | Gedrängehalb     | Leicester Tigers   |
| Rob Howley      | Gedrängehalb     | Cardiff RFC        |
| Paul Grayson    | Verbinder        | Northampton Saints |
| Gregor Townsend | Verbinder        | Northampton Saints |
| Mike Catt       | Verbinder        | Bath Rugby         |
| Allan Bateman   | Innendreiviertel | Richmond FC        |
| Scott Gibbs     | Innendreiviertel | Swansea RFC        |
| Will Greenwood  | Innendreiviertel | Leicester Tigers   |
| Jeremy Guscott  | Innendreiviertel | Bath Rugby         |
| Alan Tait       | Innendreiviertel | Newcastle Falcons  |
| Nick Beal       | Außendreiviertel | Northampton Saints |
| John Bentley    | Außendreiviertel | Newcastle Falcons  |
| Ieuan Evans     | Außendreiviertel | Llanelli RFC       |
| Tony Stanger    | Außendreiviertel | Hawick RFC         |
| Tony Underwood  | Außendreiviertel | Newcastle Falcons  |
| Neil Jenkins    | Schlussmann      | Pontypridd RFC     |
| Tim Stimpson    | Schlussmann      | Newcastle Falcons  |

| Spieler            | Position             | Mannschaft         |
| ------------------ | -------------------- | ------------------ |
| Mark Regan         | Hakler               | Bath Rugby         |
| Barry Williams     | Hakler               | Neath RFC          |
| Keith Wood         | Hakler               | Harlequins         |
| Jason Leonard      | Pfeiler              | Harlequins         |
| Graham Rowntree    | Pfeiler              | Leicester Tigers   |
| Tom Smith          | Pfeiler              | Caledonia Reds     |
| Paul Wallace       | Pfeiler              | Saracens           |
| Dai Young          | Pfeiler              | Cardiff RFC        |
| Martin Johnson     | Zweite-Reihe-Stürmer | Leicester Tigers   |
| Jeremy Davidson    | Zweite-Reihe-Stürmer | London Irish       |
| Simon Shaw         | Zweite-Reihe-Stürmer | Bristol Rugby      |
| Doddie Weir        | Zweite-Reihe-Stürmer | Newcastle Falcons  |
| Nigel Redman       | Zweite-Reihe-Stürmer | Bath Rugby         |
| Neil Back          | Flügelstürmer        | Leicester Tigers   |
| Lawrence Dallaglio | Flügelstürmer        | Wasps RFC          |
| Richard Hill       | Flügelstürmer        | Saracens           |
| Tim Rodber         | Flügelstürmer        | Northampton Saints |
| Rob Wainwright     | Flügelstürmer        | London Scottish FC |
| Eric Miller        | Nummer Acht          | Leicester Tigers   |
| Scott Quinnell     | Nummer Acht          | Richmond FC        |
| Tony Diprose       | Nummer Acht          | Saracens           |